# کلاندایک، شهرستان کنوشا، ویسکانسین
کلاندایک (به انگلیسی: Klondike) یک منطقهٔ مسکونی در ایالات متحده آمریکا است که در ویسکانسین واقع شده‌است. کلاندایک ۲۵۳٫۹ متر بالاتر از سطح دریا واقع شده‌است.